# José Severo Caballero
 José Severo Caballero  (Córdoba, Argentina, 12 de mayo de 1917 - Buenos Aires, Argentina, 27 de febrero de 2005 ) fue un jurista penalista y Ministro de la Corte Suprema de Justicia de Argentina.

## Actividad profesional
Estudió abogacía en la Facultad de Derecho y Ciencias Sociales de la Universidad Nacional de Córdoba donde se graduó el 27 de abril de 1946 y obtuvo su doctorado en mayo de 1963.
Comenzó el ejercicio libre de su profesión y posteriormente ingresó en la administración de justicia; fue Fiscal de la Cámara Segunda del Crimen y Vocal del Tribunal Superior de Justicia, en el cual desempeñó la presidencia en el año 1966, hasta que fue destituido por el golpe de Estado y volvió al ejercicio de la profesión.
En 1971 fue nombrado por concurso profesor titular de Derecho Penal, Parte General, de la Universidad Nacional de Córdoba, y Director del Instituto de Derecho Penal, cargo al que renunció en 1983.
Un decreto del presidente Raúl Ricardo Alfonsín lo nombró como juez de la Corte Suprema de Justicia de la Nación en 1983 al producirse el retorno a la democracia y el 21 de diciembre de 1983, el Senado prestó le acuerdo por unanimidad. Al renunciar Genaro Carrió, fue nombrado presidente del cuerpo hasta 1990 en que renunció a su cargo ante un aumento en el número de miembros que posibilitó el control del cuerpo por el Poder Ejecutivo y retornó al ejercicio de la profesión.
Compartió el Tribunal, en distintos períodos, con Jorge Antonio Bacqué, Augusto César Belluscio, Carlos Santiago Fayt y Enrique Petracchi y Genaro Carrió.
Al tratarse en la Corte en 1987 las leyes de Obediencia Debida y Punto final se pronunció junto con la mayoría –y la única disidencia de Jorge Antonio Bacqué- por su constitucionalidad. En esa oportunidad afirmó

"No incumbe al Poder Judicial juzgar sobre la oportunidad, del mérito o la conveniencia de las decisiones de los otros poderes del Estado, sin que antes bien, es misión de los jueces en cumplimento de su ministerio, como órgano de aplicación del derecho coadyuvar en la legítima gestión de aquellos", sostuvo aquel fallo.

Caballero era un trabajador incansable dedicado a las cuestiones vinculadas con la ciencia jurídica.Escribió varias monografías de calidad, en las que tiene como punto de partida una idea unitaria y sistemática del Derecho en general. Algunas de sus últimas producciones tienen como objeto el tema de la corrupción funcional: “El enriquecimiento ilícito de los funcionarios y empleados públicos (después de la reforma constitucional de 1994)”, publicado en la revista La Ley del 20 de diciembre de 1996 y “La Convención Interamericana contra la corrupción y la legislación penal argentina”, publicada en la misma revista en 1997. 
Caballero fue miembro honorario del Instituto de Derecho Penal y Criminología de la Facultad de Derecho de la UBA y, desde 1976, ocupó el sillón Manuel Lucero como miembro de número de la Academia Nacional de Derecho y Ciencias Sociales de Córdoba. 
Sobre la obra de Caballero dijo Sebastián Soler:

”El rasgo común de la obra del Dr. Caballero es el de una reflexiva y serena ecuanimidad, guiada siempre por una firme adhesión a los principios supremos del derecho, y por la conciencia de la importancia humana de los materiales con los que el derecho penal opera. Sus trabajos versan casi siempre sobre temas de derecho positivo, y aunque las tesis son siempre apoyadas sobre un firme acopio de materiales, nunca se verá en ellos muestra alguna de complacencia en la propia erudición. El autor sabe muy bien que la misión del jurista en el mundo no es la de participar en una feria de vanidades”.

Caballero, que en los últimos tiempos estaba virtualmente retirado de la actividad, falleció en Buenos Aires el 27 de febrero de 2005. Estaba casado con la abogada Beatriz Helena Salu.